# Diensdorf-Radlow
Diensdorf-Radlow er en by i landkreis Oder-Spree i den tyske delstat Brandenburg.